# 카르타고 신성대

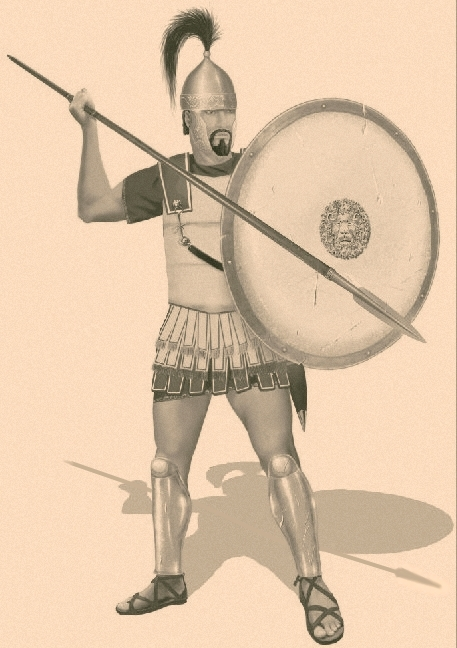

카르타고 신성대는 기원전 4세기 동안에 카르타고의 군대에 복무한 카르타고 시민 보병대를 일컫는 고대 그리스 역사가들이 사용한 명칭이다. 이러한 보병으로서 카르타고 시민들이 싸우는 것은 카르타고 시민들은 일반적으로 장교나 카르타고인들로 이뤄진 중무장 기병대에서 복무했기에 흔치 않은 일이었다; 카르타고 병력의 대부분은 보통은 용병, 동맹 지역 공동체 (포에니인 식민지 출신들로 추정)의 보병, 피정복민 징집병들로 이뤄졌다.
“신성대”는 “출신, 부유함, 평판등 모두 열등하지 않은“ 2000-3000명의 소규모 중무장 보병들로 이뤄졌다. 어린 시절부터 강력한 팔랑크스 창병이 되기 위해 훈련된 이들은 카르타고의 부유한 가문 출신들이었으므로 높은 품질의 무기와 장비를 갖출 여유가 있었다. 그들은 그리스 방식으로 조직된 전통적인 팔랑크스 방식으로 싸웠다.
기원전 341년 시칠리아의 크리미수스 전투에서 “신성대”는 잘 구성된 팔랑크스처럼 싸웠다. 그리고 완패를 당했다. 2,000명의 시민 병력들이 (아마 유사한 부대) 기원전 311년에 기록되었고, 마지막으로 시민 병력들은 해외에서 기록되었다. 기원전 310년에 개혁을 거쳤다고 나타난 시민 부대가 아가토클레스에 맞서 백튀니스 전투에서 궤멸당했다.
기원전 310년의 전멸 이후, “신성대”는 역사 기록에서 사라졌다. 카르타고 시민 부대는 이후 전쟁 기간의 사료에서 등장하는데, 그들의 숫자는 위기 때문에 징집병으로 사용가능한 모든 시민들을 포함시켜 눈에 띄게 증가되었다. 규모가 커진 시민군들은 제1차 포에니 전쟁 동안에 일어난 바그라다스 전투, 용병 전쟁, 제3차 포에니 전쟁에서 나타났지만, “신성대”는 이 전쟁 시기에 현재까지 남은 자료들에서도 언급되지 않았다.

## 같이 보기
- 테바이 신성대